# Lazar Ju Hung-sik
Mons. Lazar Ju Hung-sik (* 17. listopadu 1951, Nonsan) je jihokorejský katolický duchovní, titulární arcibiskup tedžonský a prefekt Dikasteria pro klérus. Od roku 2022 je kardinál-jáhen.

## Život

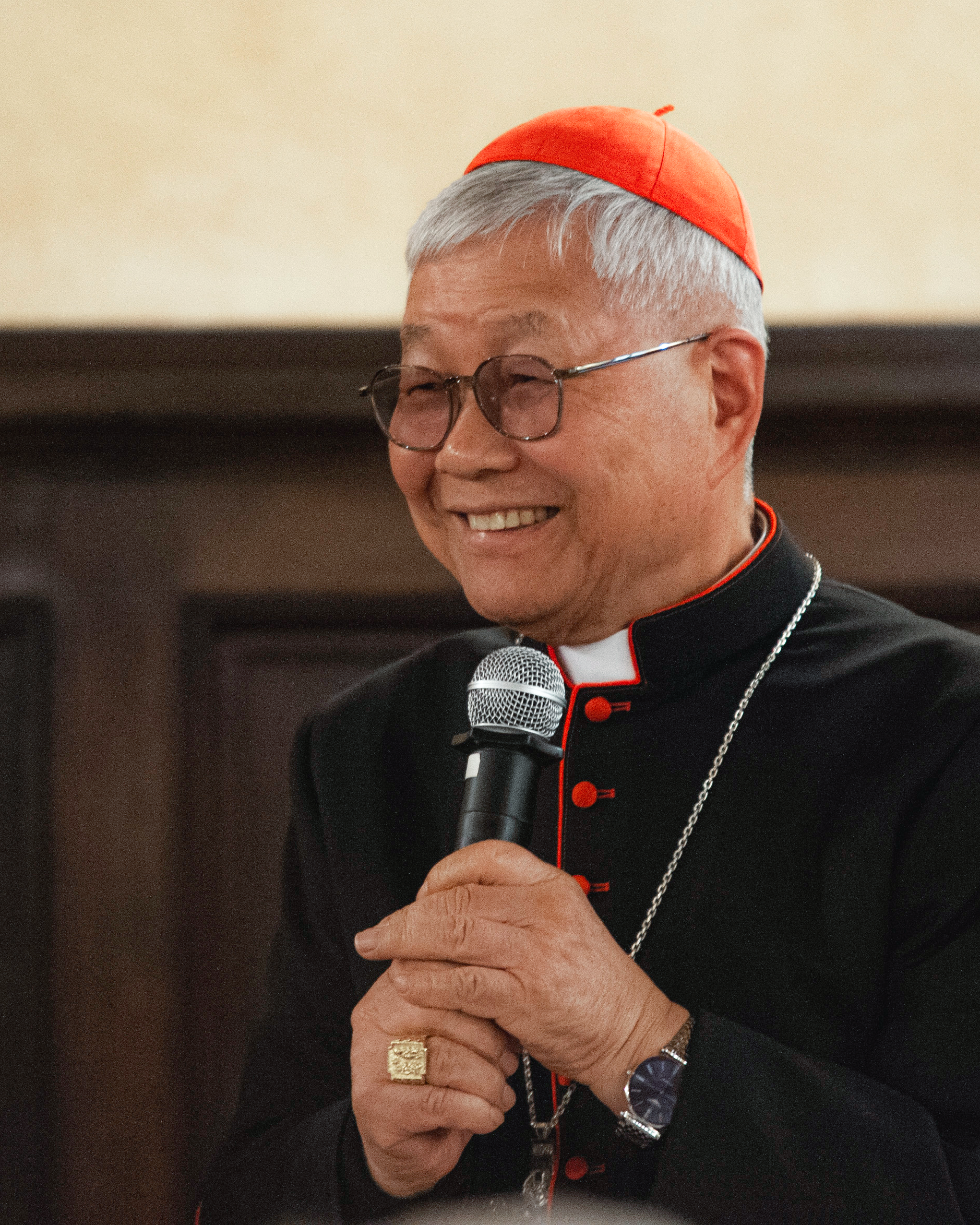
Kardinál Lazar Ju Hung-sik

Od roku 1969 se věnuje kněžské službě. V roce 2003 byl vysvěcen na biskupa.

### Kardinálská kreace
V neděli 29. května 2022 papež František ohlásil, že v konzistoři dne 27. srpna 2022 jmenuje 21 nových kardinálů, mezi nimi i Monsignora Hung-sika. Byl jmenován kardinálem v třídě (ordo) kardinál-jáhen.